# Stillingia lineata
Stillingia lineata är en törelväxtart som först beskrevs av Jean-Baptiste de Lamarck, och fick sitt nu gällande namn av Johannes Müller Argoviensis. Stillingia lineata ingår i släktet Stillingia och familjen törelväxter.

## Underarter
Arten delas in i följande underarter:
- S. l. lineata
- S. l. pacifica

## Bildgalleri

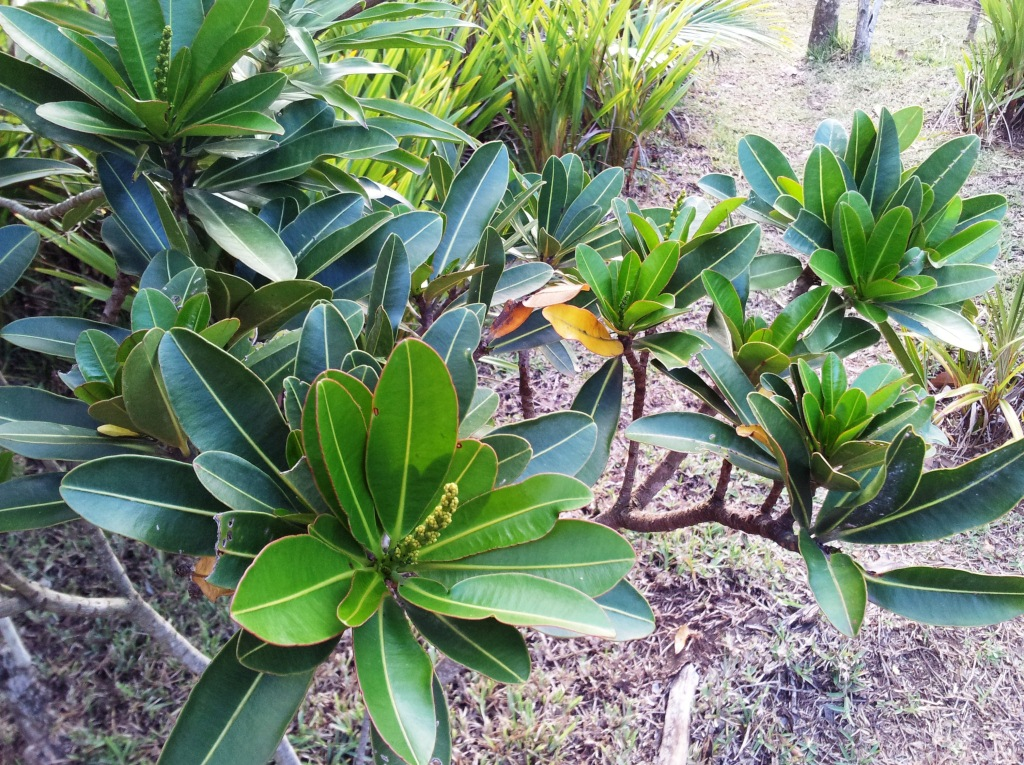